# List Eugnostosa
List Eugnostosa – gnostycki utwór z Nag Hammadi (NHC III,3). Jest to zbiór pouczeń, pozbawiony elementów chrześcijańskich. Treść powiązana jest z innym utworem biblioteki pt. Mądrość Jezusa Chrystusa. 